# Navigator (альбом Disbelief)
Navigator (рус. Навигатор, штурман, мореплаватель) — седьмой студийный альбом немецкой группы Disbelief, вышел 23 февраля 2007 года на лейбле «Massacre Records».

## Об альбоме
Новый материал был записан в слегка изменённом составе, с новым продюсером Майклом Майнксом, на новой студии «MX», в городе Бухен на родине музыкантов. Звук претерпел некоторые изменения, стал более экспериментальным и концептуальным, но стиль игры группа сохранила, на некоторых песнях чувствуется небольшая примесь трэш-метала. На заглавную песню альбома был снят клип, где группу запечатлели уже вчетвером.

## Список композиций
1. «Navigator» — 04:33
2. «When Silence Is Broken» — 04:06
3. «The One» — 05:37
4. «The Thought Product» — 04:05
5. «Between Red Lines» — 05:01
6. «It Is Simply There» — 04:16
7. «Falling Down» — 04:24
8. «Passenger» — 06:15
9. «Selected» — 03:45
10. «Sacrifice» — 04:26

## Специальное издание
Альбом также выходил в формате Digipack с бонус DVD, на который вошло выступление группы на фестивале «Summer Breeze Festival 2005», в рамках тура в поддержку альбома 66Sick. Общая продолжительность концерта — 35 минут, его трек-лист таков:
1. For God (04:47)
2. Sick (04:39)
3. God Master (03:56)
4. To the Sky (05:17)
5. Misery (05:31)
6. Crawl (04:51)
7. Rewind It All (05:05)

На DVD вошли 2 клипа, снятых на песни с альбома 66Sick — «Sick» и «Rewind It All (Death Or Glory)».

## Участники записи
- Карстен Ягер — вокал
- Томми Фритш — гитара
- Жан-Дирк Лёффлер — гитара
- Йохен Транк — бас
- Кай Бергерин — ударные